# بولشوی ۲۶۷۹۳

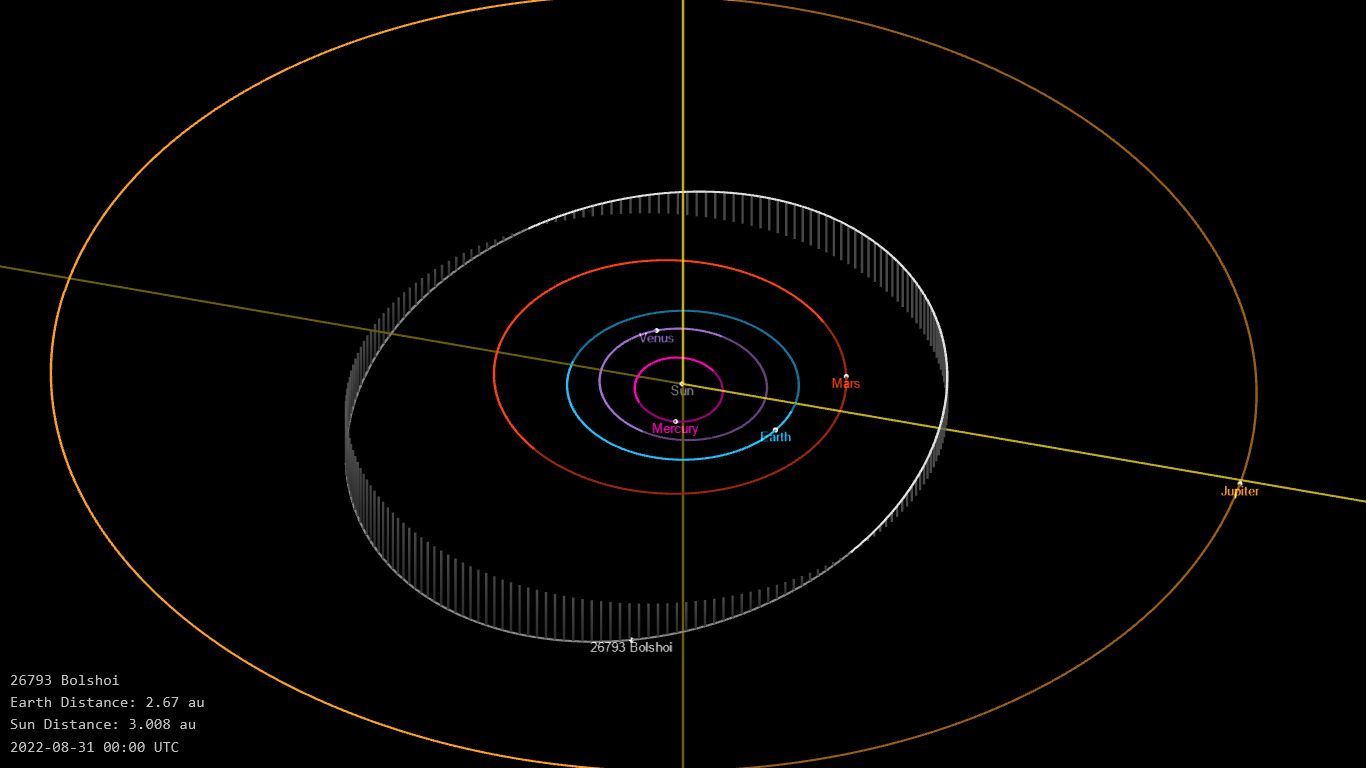
نمایی از محل قرارگیری سیارک بولشوی ۲۶۷۹۳ در مدار – ۲۰۲۲

سیارک ۲۶۷۹۳ (به انگلیسی: 26793 Bolshoi، نامگذاری:1977AC2) بیست و شش هزار و هفتصد و نود و سومین سیارک کشف شده‌است که در ۱۳ ژانویه ۱۹۷۷ کشف شد.